# Xarxa Ergenekon
La xarxa colpista Ergenekon és suposadament una organització de Turquia formada entre altres per militars, policies, polítics, i acadèmics d'ideologia kemalista i nacionalista, amb l'objectiu de dur a terme un cop d'Estat en 2003 contra l'actual govern de Recep Tayyip Erdoğan, en teoria el seu pla era sumir Turquia en el caos, i facilitar així la intervenció de l'exèrcit turc en un cop d'estat, tot i que des de l'oposició política a Erdoğan s'ha afirmat que el govern ha inventat Ergenekon per treure de l'escena política als seus contrincants polítics i afeblir la democràcia del país.
La investigació de la trama per part de la justícia turca va començar el 2007 i des de llavors més de 200 persones han estat detingudes, acusades de pertànyer a aquesta organització. Les últimes detencions es van produir al març de 2010, 28 persones, entre elles diversos militars en actiu. Segons alguns, estaria vinculada al grup internacional Hizb ut-Tahrir.